# Сербијан боул
Сербијан боул (енгл. Serbian Bowl) је годишња финална утакмица америчког фудбала у којој наступају две најбоље екипе из Прве лиге Србије. Први пут одигран је 2004. године, када су први шампиони постали Вајдл борси из Крагујевца Сербијан боул се у првим годинама одржавао у новембру месецу, а од 2008. године игра се у месецу јулу. Највише победа има екипа Вајлд борса из Крагујевца - укупно десет.

## Досадашња издања
| САФС лига     | САФС лига | САФС лига                  | САФС лига             | САФС лига |
| Сербијан боул | Сезона    | Првак                      | Вицепрвак             | Резултат  |
| ------------- | --------- | -------------------------- | --------------------- | --------- |
| I             | 2004.     | Вајлд борси Крагујевац (1) | Вукови Београд        | 21 : 6    |
| II            | 2006.     | Вајлд борси Крагујевац (2) | Вукови Београд        | 23 : 12   |
| III           | 2007.     | Вукови Београд (1)         | Дјукси Нови Сад       | 25 : 15   |
| IV            | 2008.     | Вајлд борси Крагујевац (3) | Вукови Београд        | 39 : 33   |
| V             | 2009.1    | Вајлд борси Крагујевац (4) | Блу драгонси Београд  | 67 : 33   |
| VI            | 2010.1    | Вајлд борси Крагујевац (5) | Ејнџел вориорси Чачак | 69 : 26   |

Напомена:
1 У сезонама 2009. и 2010. у САФС лиги нису играли Вукови Београд, Дјукси Нови Сад и још неки клубови већ су наступали у СААФ лиги.
| СААФ лига 2   | СААФ лига 2 | СААФ лига 2        | СААФ лига 2     | СААФ лига 2 |
| Сербијан боул | Сезона      | Првак              | Вицепрвак       | Резултат    |
| ------------- | ----------- | ------------------ | --------------- | ----------- |
| V             | 2009.       | Вукови Београд (2) | Дјукси Нови Сад | 46 : 0      |
| VI            | 2010.       | Вукови Београд (3) | Дјукси Нови Сад | 40 : 2      |

Напомена:
2 Године 2008. дошло је до раскола унутар САФС-а, тако да су неки клубови, попут Београд вукова и Нови Сад дјукса иступили из САФС лиге и основали нову - СААФ лигу.
| СААФ Суперлига Србије | СААФ Суперлига Србије | СААФ Суперлига Србије       | СААФ Суперлига Србије  | СААФ Суперлига Србије |
| Сербијан боул         | Сезона                | Првак                       | Вицепрвак              | Резултат              |
| --------------------- | --------------------- | --------------------------- | ---------------------- | --------------------- |
| VII                   | 2011.                 | Вукови Београд (4)          | Вајлд борси Крагујевац | 51 : 36               |
| VIII                  | 2012.                 | Вукови Београд (5)          | Вајлд борси Крагујевац | 35 : 24               |
| IX                    | 2013.                 | Вукови Београд (6)          | Вајлд борси Крагујевац | 42 : 0                |
| X                     | 2014.                 | Вукови Београд (7)          | Вајлд борси Крагујевац | 27 : 17               |
| XI                    | 2015.                 | Дјукси Нови Сад (1)         | Вукови Београд         | 25 : 23               |
| XII                   | 2016.                 | Вајлд борси Крагујевац (6)  | Вукови Београд         | 53 : 29               |
| XIII                  | 2017.                 | Вајлд борси Крагујевац (7)  | Дјукси Нови Сад        | 24 : 16               |
| XIV                   | 2018.                 | Вајлд борси Крагујевац (8)  | Вукови Београд         | 54 : 36               |
| XV                    | 2019.                 | Вајлд борси Крагујевац (8)  | Вукови Београд         | 60 : 55               |
| XVI                   | 2021.                 | Београд вукови (8)          | Банат булси            | 24:14                 |
| XVII                  | 2022.                 | Београд вукови (9)          | Крагујевац вајлд борси | 24:17                 |
| XVIII                 | 2023.                 | Крагујевац вајлд борси (10) | Београд вукови         | 48 : 7                |

## Победници
У досадашњим издањима Сербија боула само три екипе су освајале титулу - Вајлд борси Крагујевац, Вукови Београд и Дјукси Нови Сад.
| Вајдл борси                                               | Вукови                                               | Дјукси     |
| --------------------------------------------------------- | ---------------------------------------------------- | ---------- |
| без оквира                                                | без оквира                                           | без оквира |
| 10                                                        | 9                                                    | 1          |
| 2004, 2006, 2008, 2009, 2010, 2016, 2017, 2018, 2019 2023 | 2007, 2009, 2010, 2011, 2012, 2013, 2014, 2021, 2022 | 2015       |

## Место одржавања
| Град       | Број | Године                                                            |
| ---------- | ---- | ----------------------------------------------------------------- |
| Београд    | 11   | 2006, 2007, 2008, 2009, 2010, 2012, 2013, 2014, 2016, 2021, 2022. |
| Крагујевац | 8    | 2004, 2009, 2010, 2011, 2017, 2018, 2019, 2023.                   |
| Нови Сад   | 1    | 2015.                                                             |